# Ali Guitoune
Ali Guitoune, né le 15 février 1987 à El Eulma, est un footballeur algérien qui évolue au poste de défenseur central.

## Biographie
Ali Guitoune rejoint le DRB Tadjenanet en 2010. Il évolue sept saisons avec ce club, avec lequel il réussit plusieurs accessions, jusqu'en Division 1. Il joue avec cette équipe 66 matchs en Division 1, inscrivant trois buts.
Lors du mercato hivernal de 2018, Ali Guitoune est transféré vers la JS Kabylie, et signe un contrat de deux ans avec ce club.
Pour la saison 2018-2019, Guitoune signe au profit du CA Bordj Bou Arreridj fraîchement promu en Division 1 algérienne.

## Palmarès
- Finaliste de la Coupe d'Algérie en 2018 avec la JSK.
- Vice-champion d'Algérie de Ligue 2 en 2015 avec le DRB Tadjenanet.
- Champion d'Algérie de Division 3 (Groupe Est) en 2014 avec le DRB Tadjenanet.